# Île Stretch
L'île Stretch est une île de l'État de Washington dans le comté de Mason aux États-Unis, appartenant administrativement à Allyn-Grapeview.

## Description
Située dans le Case Inlet dans le sud du Puget Sound, elle s'étend sur près de 2 km de longueur pour une largeur d'environ 890 m.

## Histoire
Elle a été nommée durant l'expédition Wilkes en 1841 en l'honneur d'un des membres d'équipage, Samuel Stretch. Elle a servi comme un petit port des années 1870 aux années 1920.